# Camellia Factory
Camellia Factory, по-японски Tsubaki Factory (яп. つばきファクトリー), — японская девичья идол-группа, одна из групп музыкального проекта Hello! Project. Была основана в апреле 2015 года в составе шести девушек, на тот момент участниц Hello Pro Kenshusei. На 2017 год в её составе 9 девушек.
22 февраля 2017 года группа выпустила свой первый сингл на мейджор-лейбле. Он дебютировал на 3 месте в чарте компании «Орикон».
По итогам 2017 года группа стала одним из трёх обладателей премии Japan Record Award в категории «Новый исполнитель», в результате чего номинировалась и стала обладателем премии в номинации «Лучший новый исполнитель».

## Дискография

### Синглы
| №                        | Название                                                                                                | Дата выпуска | Чарты       | Чарты       |             |             |             |             |
| №                        | Название                                                                                                | Дата выпуска | JP Oricon   | JP Bill'rd  |             |             |             |             |
| Инди-синглы              | Инди-синглы                                                                                             | Инди-синглы  | Инди-синглы | Инди-синглы | Инди-синглы | Инди-синглы | Инди-синглы | Инди-синглы |
| ------------------------ | --- | ------------ | ----------- | ----------- | ----------- | ----------- | ----------- | ----------- |
| 1                        | «Seishun Manmannaka!» (яп. 青春まんまんなか!)                                                           | 6 сен 2015   | —           | —           |             |             |             |             |
| 2                        | «Kedakaku Sakihokore!» (яп. 気高く咲き誇れ!)                                                            | 31 дек 2015  | —           | —           |             |             |             |             |
| 3                        | «Hitorijime / Watashi ga Obasan ni Natte mo» (яп. 独り占め / 私がオバさんになっても)                    | 6 авг 2016   | —           | —           |             |             |             |             |
| Синглы на мейджор-лейбле | |              |             |             |             |             |             |             |
| 1                        | «Hatsukoi Sunrise / Just Try! / Uruwashi no Camellia» (яп. 初恋サンライズ/Just Try!/うるわしのカメリア) | 22 фев 2017  | 3           | 2           |             |             |             |             |